# Bramidae
Bramidae é uma família de peixes da subordem Percoidei, superfamília Percoidea.

## Géneros
Agrupam-se 21 espécies em 8 géneros:
- Género Brama
  - Brama australis (Valenciennes, 1837).
  - Brama brama (Fries, 1837).
  - Brama caribbea (Mead, 1972).
  - Brama dussumieri (Cuvier, 1831).
  - Brama japonica (Hilgendorf, 1878).
  - Brama myersi (Mead, 1972).
  - Brama orcini (Cuvier, 1831).
  - Brama pauciradiata (Moteki, Fujita y Last, 1995).
- Género Collybus
  - Collybus drachme (Snyder, 1904).
- Género Eumegistus
  - Eumegistus brevorti (Poey, 1860).
  - Eumegistus illustris (Jordan y Jordan, 1922).
- Género Pteraclis
  - Pteraclis aesticola (Jordan & Snyder, 1901).
  - Pteraclis carolinus (Valenciennes, 1833).
  - Pteraclis velifera (australiae Whitley, 1935).
- Género Pterycombus
  - Atlantic fanfish, Pterycombus brama (Fries, 1837).
  - Prickly pomfret, Pterycombus petersii (Hilgendorf, 1878).
- Género Taractes
  - Taractes asper Lowe, 1843.
  - Taractes rubescens (Jordan y Evermann, 1887).
- Género Taractichthys
  - Taractichthys longipinnis (Lowe, 1843).
  - Taractichthys steindachneri (Döderlein, 1883).
- Género Xenobrama
  - Xenobrama microlepis (Yatsu y Nakamura, 1989).